# Élections législatives norvégiennes de 2025
Les élections législatives norvégiennes de 2025 (en norvégien : Stortingsvalget 2025) se tiennent le 8 septembre 2025 afin d'élire les 169 députés de la 64e législature du Storting pour un mandat de quatre ans.

## Contexte

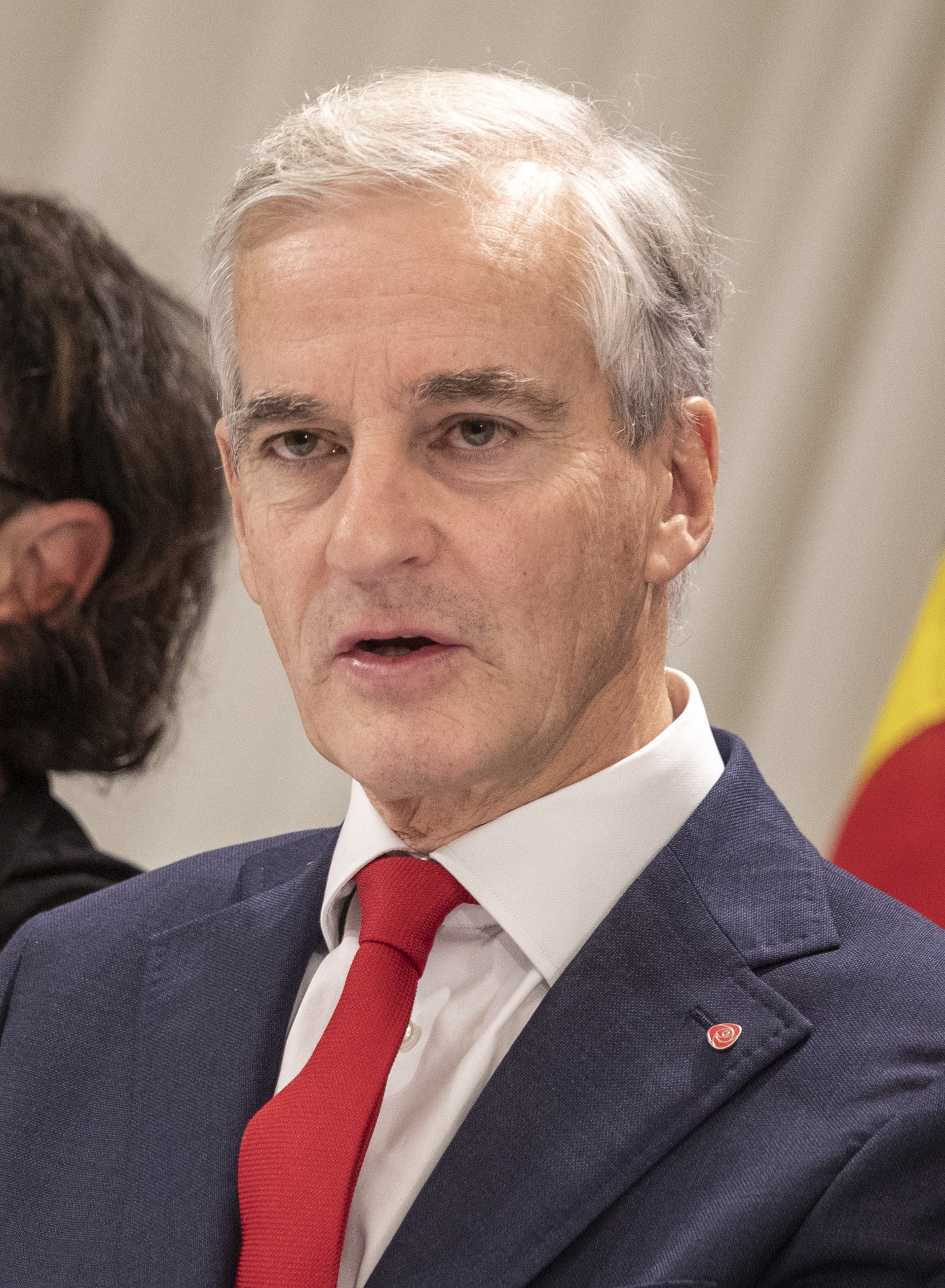
Jonas Gahr Støre

Les élections législatives du 13 septembre 2021 voient la victoire des partis de gauche, à l'exception du Parti travailliste (Ap) qui arrive en tête mais en baisse par rapport au scrutin de 2017. La coalition gouvernementale, mené par la Première ministre Erna Solberg, sort nettement affaiblie. Le Parti conservateur de cette dernière enregistrant même la baisse la plus importante en termes de sièges. Le chef des travaillistes, Jonas Gahr Støre, annonce le 8 octobre que son parti et le Parti du centre, arrivé en troisième place, sont parvenus à conclure un accord. Le nouveau gouvernement est formé le 14 octobre avec Jonas Gahr Støre à sa tête,.
Le gouvernement Støre est rapidement fragilisé par plusieurs scandales, conduisant à la démission de quatre ministres. La ministre du Travail, Hadia Tajik, démissionne en mars 2022, après avoir reconnu avoir bénéficié, une quinzaine d'années plus tôt, d'un appartement de fonction exonéré d'impôts. Un mois plus tard, c'est au tour du centriste Odd Roger Enoksen, ministre de la Défense, de quitter l'exécutif, à la suite de la révélation d'une relation extraconjugale avec une jeune femme. Le 23 juin, la ministre de la Culture, Anette Trettebergstuen, quitte également son poste. Les médias révèlent qu'elle avait nommé plusieurs proches à des fonctions publiques à haute rémunération. Enfin, en juillet 2023, le ministre de la Recherche et de l'Enseignement supérieur Ola Borten Moe, numéro deux du Parti du centre, est contraint de remettre sa démission à la suite de conflits d’intérêts concernant ses transactions financières.
Le 30 janvier 2025, le Parti du centre quitte la coalition gouvernementale en raison de désaccords avec les travaillistes sur la politique énergétique liée à l'Union européenne, ce qui donne lieu au premier gouvernement composé d'un seul parti depuis 25 ans. Huit ministres centristes sont remplacés, y compris son chef et ministre des Finances Trygve Slagsvold Vedum, qui est remplacé par l'ancien Premier ministre Jens Stoltenberg,.

## Système électoral

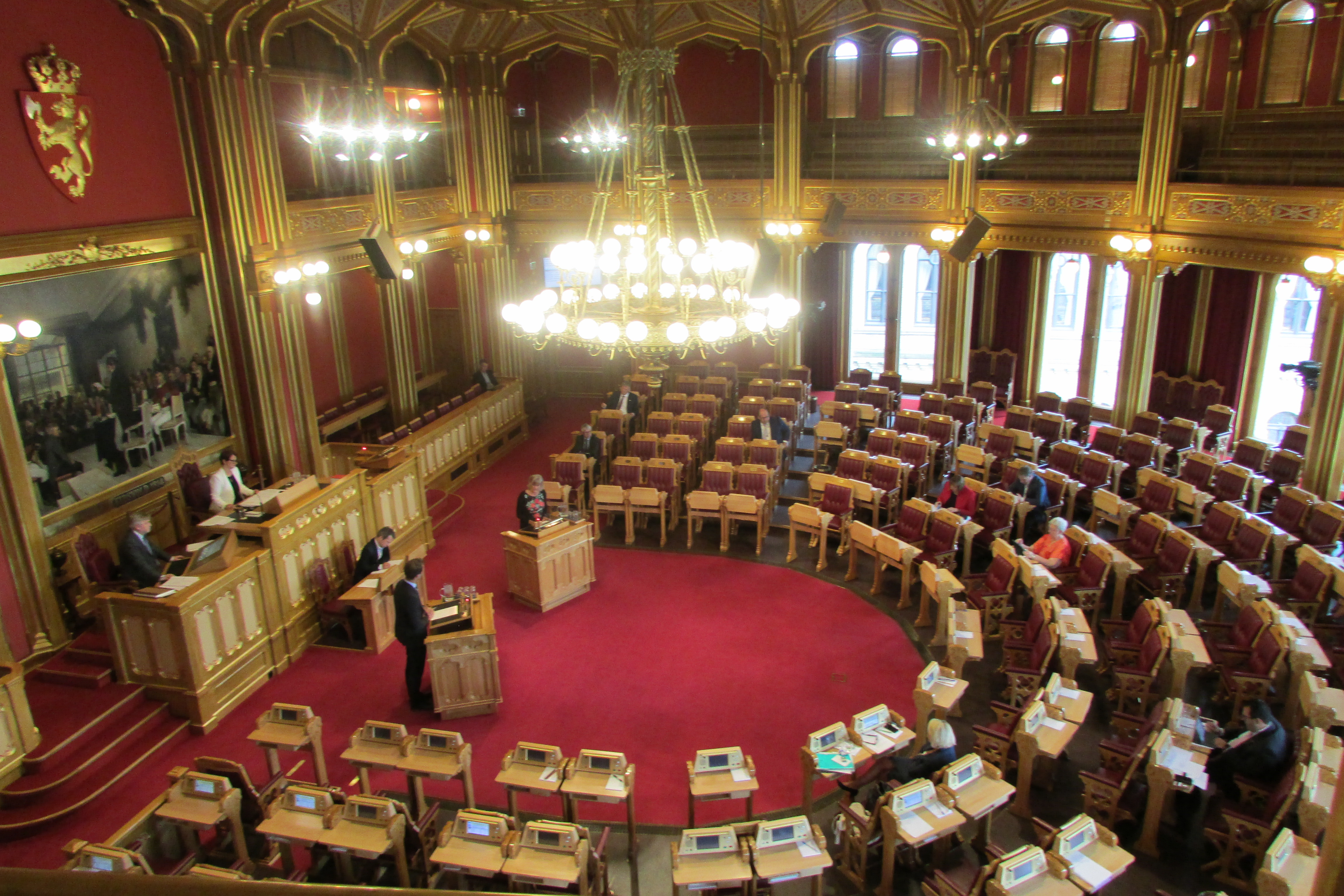
Intérieur du Storting

La Norvège est dotée d'un parlement monocaméral, le Storting, qui se compose de 169 députés élus pour un mandat de quatre ans selon un mode de scrutin proportionnel plurinominal. 150 sièges sont à pourvoir à la proportionnelle, selon la méthode de Sainte-Laguë, dans 19 circonscriptions électorales plurinominales correspondants aux dix-neuf provinces norvégiennes à raison de 3 à 17 sièges par circonscription, auxquels se rajoutent dix-neuf sièges sans circonscription. Ces derniers sièges sont répartis de manière à rapprocher les pourcentages de sièges obtenus par les partis aux résultats du vote populaire, compensant ainsi la distorsion résultant de l'utilisation de circonscriptions. Ce rôle compensatoire est néanmoins restreint aux seuls partis ayant franchi les 3 % des voix au niveau national, provoquant un effet de seuil pour les petits partis.
En accord avec la loi électorale norvégienne, le roi choisit la date de l'élection parmi les lundis d'un mois de septembre. Les municipalités norvégiennes peuvent néanmoins faire commencer le scrutin en avance le dimanche précédent, soit ici le 12 septembre, tant que leurs bureaux de vote sont également ouverts le lundi de l'élection même, exception faite des territoires d'outre-mer. De même, la population a la possibilité de voter de manière anticipée par voie postale jusqu'au vendredi précédant l'élection. Les élections au Parlement sami de Norvège sont organisées simultanément.
Le seuil électoral est abaissé de 4 à 3 % avec la mise en place d'une réforme électorale votée courant 2020. Liée aux réductions de 428 à 356 du nombre de municipalités et de 19 à 11 du nombre de provinces, appliquées progressivement à partir de 2022, cette réforme est mise en œuvre à partir de ses élections, qui conserveront par ailleurs les limites des 19 anciennes provinces pour la délimitation des circonscriptions plurinominales.

### Répartitions des sièges
| Circonscriptions       | Sièges | +/-           | Carte |
| ---------------------- | ------ | ------------- | ----- |
| Akershus               | 19     | 1             |       |
| Aust-Agder             | 3      | en stagnation |       |
| Buskerud               | 7      | en stagnation |       |
| Finnmark               | 3      | 1             |       |
| Hedmark                | 6      | en stagnation |       |
| Hordaland              | 15     | en stagnation |       |
| Møre og Romsdal        | 7      | en stagnation |       |
| Nord-Trøndelag         | 4      | en stagnation |       |
| Nordland               | 8      | en stagnation |       |
| Oppland                | 5      | en stagnation |       |
| Oslo                   | 19     | en stagnation |       |
| Rogaland               | 13     | en stagnation |       |
| Sogn og Fjordane       | 3      | en stagnation |       |
| Sør-Trøndelag          | 9      | en stagnation |       |
| Telemark               | 5      | en stagnation |       |
| Troms                  | 5      | en stagnation |       |
| Vest-Agder             | 5      | en stagnation |       |
| Vestfold               | 6      | en stagnation |       |
| Østfold                | 8      | en stagnation |       |
| Sièges complémentaires | 19     | en stagnation |       |
| Total                  | 169    | en stagnation |       |

## Campagne

### Principales forces politiques
| Partis | Partis                                                           | Partis | Idéologie                                                                                   | Chef de file                        | Résultats en 2021           |
| ------ | ---------------------------------------------------------------- | ------ | ------------------------------------------------------------------------------------------- | ----------------------------------- | --------------------------- |
|        | Parti travailliste (no) Arbeidarpartiet                          | Ap     | Centre gauche Social-démocratie, europhilie                                                 | Jonas Gahr Støre (Premier ministre) | 27,25 % des voix 48 députés |
|        | Parti conservateur (no) Høyre                                    | H      | Droite Conservatisme, libéralisme économique, europhilie                                    | Erna Solberg                        | 20,35 % des voix 36 députés |
|        | Parti du centre (no) Senterpartiet                               | Sp     | Centre Agrarisme, euroscepticisme, protectionnisme                                          | Trygve Slagsvold Vedum              | 13,50 % des voix 28 députés |
|        | Parti du progrès (no) Fremskrittspartiet                         | FrP    | Droite à droite radicale Libertarianisme, national-conservatisme                            | Sylvi Listhaug                      | 11,61 % des voix 21 députés |
|        | Parti socialiste de gauche (no) Sosialistisk Venstreparti        | SV     | Gauche à gauche radicale Socialisme démocratique, écosocialisme, euroscepticisme, féminisme | Kirsti Bergstø                      | 7,64 % des voix 13 députés  |
|        | Rouge (no) Rødt                                                  | R      | Gauche à extrême gauche Marxisme, Communisme                                                | Marie Sneve Martinussen             | 4,72 % des voix 8 députés   |
|        | Parti libéral (no) Venstre                                       | V      | Centre droit Libéralisme, social-libéralisme                                                | Guri Melby                          | 4,61 % des voix 8 députés   |
|        | Parti de l'environnement - Les Verts (no) Miljøpartiet De Grønne | MDG    | Centre gauche Écologie politique                                                            | Arild Hermstad                      | 3,94 % des voix 3 député    |
|        | Parti populaire chrétien (no) Kristelig Folkeparti               | KrF    | Centre Démocratie chrétienne, conservatisme social, euroscepticisme                         | Dag-Inge Ulstein                    | 3,80 % des voix 3 députés   |
|        | Focus patient (no) Pasientfokus                                  | PF     | Attrape-tout Régionalisme                                                                   | Irene Ojala                         | 0,17 % des voix 1 députés   |

## Résultats

### Nationaux
| Partis                 | Partis                                     | Voix | %   | +/- | Sièges | +/−           |  |
| ---------------------- | ------------------------------------------ | ---- | --- | --- | ------ | ------------- |  |
|                        | Parti travailliste (Ap)                    |      |     |     |        |               |  |
|                        | Parti conservateur (H)                     |      |     |     |        |               |  |
|                        | Parti du centre (Sp)                       |      |     |     |        |               |  |
|                        | Parti du progrès (FrP)                     |      |     |     |        |               |  |
|                        | Parti socialiste de gauche (SV)            |      |     |     |        |               |  |
|                        | Parti rouge (R)                            |      |     |     |        |               |  |
|                        | Parti libéral (V)                          |      |     |     |        |               |  |
|                        | Parti de l'environnement - Les Verts (MDG) |      |     |     |        |               |  |
|                        | Parti populaire chrétien (KrF)             |      |     |     |        |               |  |
|                        | Démocrates de Norvège (DiN)                |      |     |     |        |               |  |
|                        | Parti des retraités (PP)                   |      |     |     |        |               |  |
|                        | Parti chrétien (PDK)                       |      |     |     |        |               |  |
|                        | Parti de l'industrie et du commerce (ION)  |      |     |     |        |               |  |
|                        | Parti du milieu (S)                        |      |     |     |        |               |  |
|                        | Parti de la santé (HP)                     |      |     |     |        |               |  |
|                        | Focus patient (PF)                         |      |     |     |        |               |  |
|                        | Parti capitaliste (Lib)                    |      |     |     |        |               |  |
|                        | Autres partis                              |      |     | –   | 0      | –             |  |
|                        |                                            |      |     |     |        |               |  |
| Suffrages exprimés     |                                            |      |     |     |        |               |  |
| Votes blancs           |                                            |      |     |     |        |               |  |
| Votes nuls             |                                            |      |     |     |        |               |  |
| Total                  | Total                                      |      | 100 | –   | 169    | en stagnation |  |
| Abstentions            |                                            |      |     |     |        |               |  |
| Inscrits/Participation |                                            |      |     |     |        |               |  |